# Dibongo
Dibongo est un village de la commune de Mouanko, dans le département de la Sanaga-Maritime et la région du Littoral au Cameroun. Il est situé à 24 km d'Edéa.

## Population
En 1967, Dibongo comptait 195 habitants, principalement Bakoko ou de Yakalak.
Lors du recensement de 2005, 357 personnes ont été dénombrées dans le village.